# Egid von Kobell

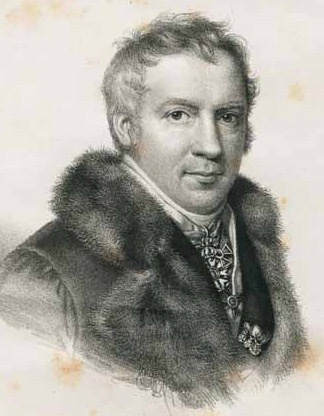
Porträt von Joseph Karl Stieler (Ausschnitt).

Egid, auch Ägid bzw. Aegid Kobell, ab 1809 Ritter von Kobell (* 7. April 1772 in Mannheim; † 17. Juni 1847 in München), war Mitglied des bayerischen Staatsrats.
Seine Eltern waren der Maler und Galeriedirektor Ferdinand Kobell (1740–1799) aus der Mannheimer Künstlerfamilie Kobell und die Hofratstochter Maria Anna Lederer (1744–1820) aus Düsseldorf. Einer seiner Brüder war der Maler Wilhelm von Kobell (1766–1853). 1793 übersiedelte er mit diesem von Mannheim nach München.
Egid war 35 Jahre lang Sekretär der bayerischen Regierung, dazu Oberaufseher des von König Max Joseph 1817 erworbenen Landsitzes Tegernsee. 1809 wurde er Ritter, 1817 Komtur des Zivilverdienstordens, 1834 Mitglied der Regentschaft von Griechenland, 1835 Gesandter in Athen, 1836 wirklicher Staatsrat. Er setzte durch, dass Nauplion als Hauptstadt Griechenlands durch Athen ersetzt wurde, das ihm dafür das Ehrenbürgerrecht verlieh. Im Amt des Generalsekretärs des Staatsrats folgte ihm Wilhelms Sohn Sebastian von Kobell (1801–1875), der es 40 Jahre lang ausübte. Die beiden andern Brüder Egids, Innozenz (1765–1818) und Franz (1779–1850), waren Oberappellationsgerichtsrat bzw. Generalsekretär des Staatsministeriums des Innern.
Egid von Kobell hatte mit seiner Gattin, der Lottoadministratorstochter Antonie von Geyser (1779–1816), zwei Töchter: Sophie (1797–1846) heiratete Friedrich von Schlichtegrolls Sohn Antonin (1793–1873), Karoline (1801–1846) den Mineralogen und Mundartdichter Franz von Kobell (1803–1882), Sohn ihres gleichnamigen Onkels. Die Tochter des letztgenannten Paares war die Schriftstellerin Luise von Kobell verheiratete von Eisenhart (1827–1901).
Egid Kobell starb 1847 im Alter von 75 Jahren in München.

## Grabstätte

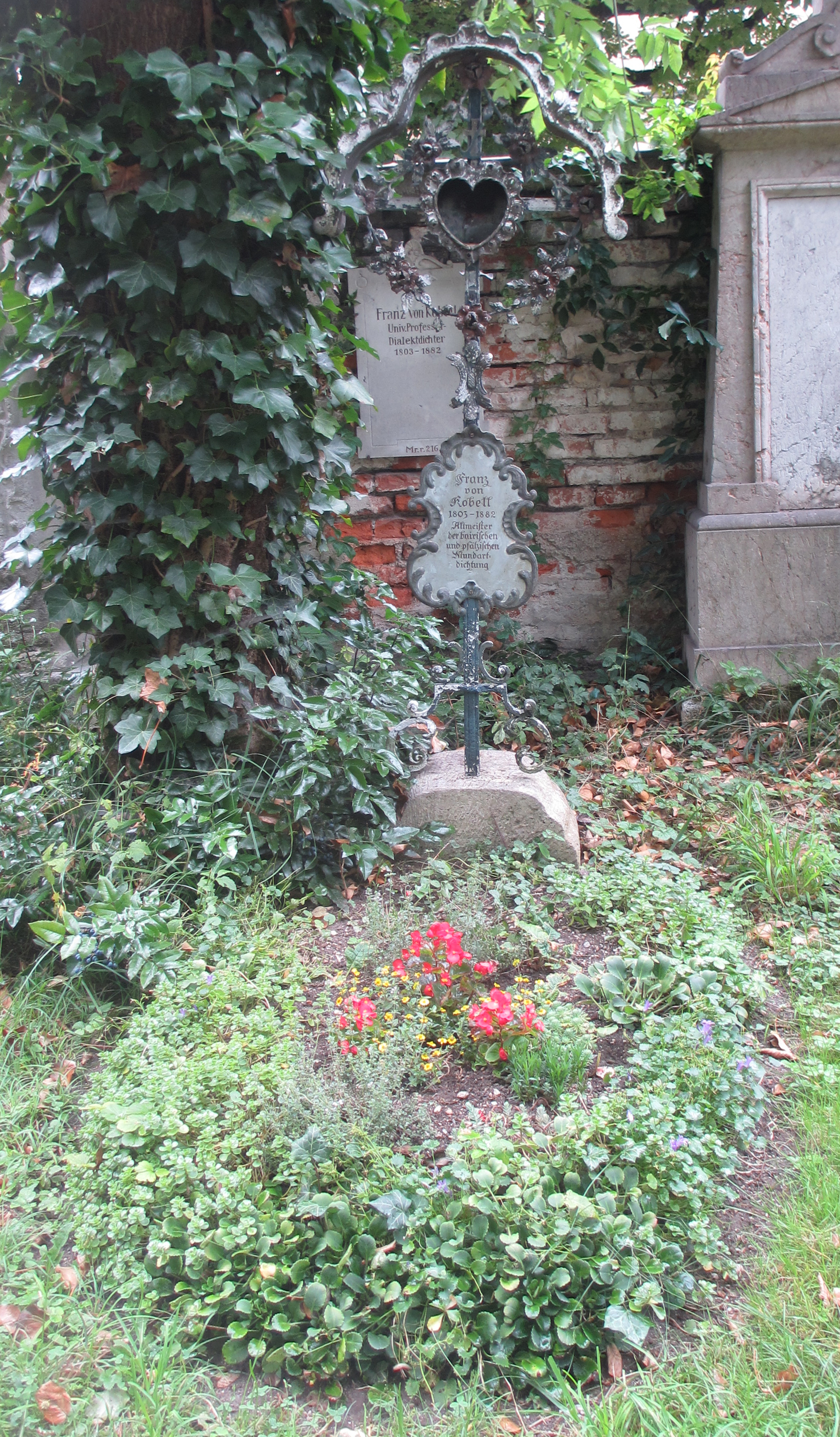
Grab von Egid Kobell auf dem Alten Südlichen Friedhof in München

Die Grabstätte von Egid Kobell befindet sich auf dem Alten Südlichen Friedhof in München (Mauer Rechts Platz 215/216 bei Gräberfeld 10) Standort.In dem Grab liegen weitere Verwandte der Familie Kobell:
- Ferdinand Kobell (1740–1799), Maler
- Franz von Kobell (1803–1882), Mineraloge, Schriftsteller
- Franz Kobell (1749–1882), Maler

sowie der Maler Georg Johann Christian Urlaub (1845–1914)